# Thermaikos Football Club
Dernière mise à jour : 6 novembre 2021.
Le Athlitikos Politistikos Omilos Thermaikos Thérmis (en grec moderne : Αθλητικός Πολιτιστικός Όμιλος Θερμαϊκός Θέρμης), plus couramment abrégé en Thermaikos, est un club grec de football fondé en 1949 et basé dans la ville de Thérmi, dans la région de Macédoine.
Il joue actuellement en 3e division grecque, la Gamma Ethniki.

## Histoire
Le club n'atteint l'Alpha Ethniki, la première division grecque, qu'une seule fois, lors de la saison 1960-1961. Lors de cette saison, ils terminent 15e sur 16 et sont relégués en Beta Ethniki.

## Personnalités du club

### Présidents du club
- Charalambos Ambatzidis

### Entraîneurs du club
- Stefanos Borbokis (2008 - 2009)
- Spyros Baxevanos (2010)
- Tasos Doumas

### Anciens joueurs du club
- Plastiras Xylas